# Pusa hispida
La foca ocelada o foca anillada (Pusa hispida) es una especie de mamífero pinnípedo de la familia de los fócidos que habita en las costas del Ártico. Llamada también por los esquimales netsik o nattiq, la foca anillada mide entre 85 y 160 cm y pesa entre 40 y 90 kg al alcanzar la edad adulta. Son focas relativamente longevas, alcanzando los 35 años. Las estimaciones en torno a su población oscilan en alrededor de 5 millones.

## Subespecies
Las poblaciones que viven en diferentes áreas han evolucionado hacia diferentes subespecies, que son:
- Pusa hispida hispida - costas árticas de Europa, Rusia, Canadá y Alaska, incluyendo Nueva Zembla, Svalbard, Groenlandia y la Isla de Baffin.
- Pusa hispida ochotensis - Kamchatka, Mar de Ojotsk y en dirección sur hasta 35° latitud norte, a lo largo de la costa del Pacífico de Japón.
- Pusa hispida botnica - Habita en el Mar Báltico, sobre todo en la Bahía de Botnia donde hay un población grande, pero también hay poblaciones en peligro de extinción en el Golfo de Finlandia, el Golfo de Riga y el Mar del Archipiélago.[3]
- Pusa hispida ladogensis (foca del Ladoga) - Lago Ladoga.
- Pusa hispida saimensis (foca anillada del Saimaa). - sólo habita el Lago Saimaa en Finlandia y es una de las focas más amenazadas del mundo, con una población total no mayor a 380 individuos.[4]